# Lintneria tricolor
Lintneria tricolor là một loài bướm đêm thuộc họ Sphingidae. Loài này có ở Dominica.
Sải cánh khoảng 95–100 mm. Cá thể trưởng thành được ghi nhận vào tháng 6.
Ấu trùng có lẽ ăn các loài Lamiaceae (như Salvia, Mentha, Monarda và Hyptis), Hydrophylloideae (như Wigandia) và Verbenaceae species (như Verbena và Lantana).